# Ignacio González Ginouvés
Ignacio González Ginouvés (Concepción, 1903-6 de agosto de 1990) fue un médico y pedagogo chileno.
Se casó con Mary Herrera y tuvo con ella dos hijos. Estudió en la Escuela de Medicina de la Universidad de Chile, donde obtuvo el título de médico cirujano en 1928. Fue iniciado en la Logia  "Paz y Concordia" de Concepción en 1936, alcanzando el grado 33 y ocupando el cargo de Soberano Gran Comendador del Supremo Consejo del grado 33 para Chile.

## Cargos que ocupó
Entre la destacada carrera médica que desarrolló González Ginouvés se desempeñó como:
- Director general de Beneficencia entre los años 1943 y 1947
- Jefe del Servicio del Hospital Clínico Regional (actual Hospital Regional), 1948
- Decano de la Facultad de Medicina de la Universidad de Concepción, 1948 a 1955
- Jefe del Servicio de Cirugía del Hospital del Salvador, Santiago de Chile, 1956
- Rector de la Universidad de Concepción desde 1962 hasta 1968.

En la Universidad de Concepción se desempeñó como profesor de Cirugía de la Escuela de Medicina y como rector desde 1962 hasta 1968.
| Predecesor: David Stitchkin Branover | Rector de la Universidad de Concepción 1962–1968 | Sucesor: David Stitchkin Branover |

- Datos: Q5691439